# Smrt Sokratova
Smrt Sokratova (francouzsky: La Mort de Socrate) je obraz francouzského malíře Jacquese-Louise Davida z roku 1787, který zachycuje antickou událost, kterou je smrt slavného řeckého filosofa Sokrata, kdy je odsouzen k trestu smrti a zvolí smrt vypitím odvaru z bolehlavu. Malba je v současnosti vystavena v Metropolitním muzeu umění v New Yorku v USA.

## Popis obrazu a tematiky
Obraz Smrt Sokratova je poměrně velkorozměrné plátno o rozměrech 129,5 × 196,2 cm a je vytvořen technikou prostého oleje na plátně, avšak je známý dokonalou hrou barev, která malíře Davida tolik proslavila.
Malba zachycuje starořeckou událost, kdy je filosof Sokrates radou města Athén odsouzen k trestu smrti, protože prý kazil svojí filosofií mládež. I přes pokusy svých přátel a žáků o záchranu, volí Sokrates dobrovolně smrt a vybírá si právě vypití odvaru z bolehlavu a během působení tohoto jedu promlouvá naposled ke svým přátelům.